# Cryptoblepharus quinquetaeniatus
Cryptoblepharus quinquetaeniatus (п'ятисмугий змієокий сцинк) — вид сцинкоподібних ящірок родини сцинкових (Scincidae). Ендемік Коморських Островів.

## Поширення і екологія
П'ятисмугі змієокі сцинки є ендеміками острова Анжуан в архіпелазі Коморських островів. Вони живуть на скелястих морських узбережжях.

## Збереження
МСОП класифікує цей вид як вразливий. Cryptoblepharus aldabrae загрожує знищення природного середовища та хижацтво з боку інвазивних щурів.